# Quaero
Quaero（クエロ、Latin：for I seekの意味）は、2005年4月からフランス及びドイツ政府が中心となって開発されている検索エンジンである。2013年12月31日で開発終了。プロフェッショナルおよび一般のパブリックアプリケーション（検索エンジンなど）向けのマルチメディアおよび多言語のインデックス作成および管理ツールの開発を目的としたヨーロッパの研究開発プログラム  。欧州委員会は、2008年3月11日にフランスから付与された援助を承認。  
このプログラムはOSEOによってサポートされこれはドイツの複数のパートナーが参加したフランスのプロジェクト。コンソーシアムはThomson SAが主導。 コンソーシアムに関与した他の企業は、 フランステレコム 、 エクサリード 、   、Jouve、 Grass Valley GmbH  、 Vecsys 、Vocapia Research、 LTU Technologies 、およびSynapseDéveloppement 国立コンピューター科学制御 研究所 、 研究所の 科学技術 研究所 、 IRCAM 、 RWTHアーヘン 、 カールスルーエ大学、トゥールーズ情報科学研究所クリップIMAG、 Institut Mines-Télécom 、 Institut national de la recherche agronomique　フランス国立視聴覚研究所、 フランス国立図書館 、LIPN、  および装備総局などのような公共機関や多くの公的研究機関も参加。 
AIIプレスリリースによると、主な対象アプリケーションは、マルチメディアドキュメントの制作、ポストプロダクション、管理、配布のための専門的なソリューション、視聴覚アーカイブやデジタルライブラリなどの文化遺産へのアクセスの促進など3つの広範なクラスに分類できた。 

## 通達と歴史
Quaeroは2005年4月にシラクとゲアハルト・シュレーダーがフランスとドイツの閣僚会議中 で発表された。2005年8月、ジャック・シラクは、こうしたプログラムに資金を提供するために設立された新しい機関、 Agence de l'innovation industrielle （AII）の発足時に、2006年1月に新年の演説で公表。2006年4月にAIIによって選択された最初のプログラムの一部であったが2006年12月、ドイツ新政府は Theseus Program名の下で、ナレッジマネジメントとセマンティックウェブを対象としてわずかな変更プログラム資金の一部を充てることを発表。 Quaeroは2008年3月に欧州委員会の承認を受け   フランス政府からの99百万ユーロは、プログラムの開発に向けられた 。 

## 検索エンジン
Quaeroは、 Googleだけでなく、 Yahoo 、MicrosoftのBing 、 Ask.comなどの他の商用検索エンジンに対するヨーロッパの競争相手としてもよく説明されていた。  
そしてテキストベースの検索エンジンを目的としたものではなく、主にマルチメディア検索を目的としていた。 検索エンジンは、視聴覚文書の認識、転記、索引付けおよび自動翻訳の手法を使用し、複数の言語で動作し、また画像の自動認識とインデックス付けを行う計画もあった。 
The Economistの記事よれば、Quaeroはユーザーがキーワードのグループだけでなく、「クエリイメージ」を使用して検索できるようにしたという。「画像マイニング」として知られるこのプロセスでは、形状と色を認識するソフトウェアを使用して、クエリ画像に類似した画像を含む静止画像とビデオクリップを検索および取得していた。 （ソフトウェアはLTU Technologiesによって提供された。 ） 
フランスは画像検索を研究していたが、ドイツはコンテンツをテキストに変換し、プロジェクトから撤退する前に他の言語に翻訳することを目的として、音声クリップとサウンドメディアの検索を進める予定であった。 これにより、上記の「クエリイメージ」のパラダイムに従って「クエリサウンドクリップのクエリ」も可能になるとした。 

## 批判
フランスの風刺的な新聞Le Canardenchaînéは、プロジェクトの背後にある資金はMicrosoftとGoogle双方の指摘があり（by カナール・アンシェネ） 検索専門家オートノミー（ フィナンシャルタイムズ ）は、この計画を「見当違いで不必要なナショナリズムの露骨なケース」と呼んだ。 主な問題は、Quaeroの稼動時には、検索エンジン市場はメディアとデバイスの機能においてQuaeroよりも何世代も先にあったからで、シラクは、インターネットの世界的な進歩よりもフランスの誇りを守ることに関心があると主張する者もいるとおりである。 
IEEEスペクトラムで執筆しているNick Tredennickは、「Googleに資金を提供している、精力的な起業家が関与するプロジェクトで真っ向から対決するのは愚かだろうとコメントしています。 複数政府のコラボレーションで同じことを試みることは、説明を超えています。」 
The Economist印刷版によれば、2007年1月6日（pp。5）、ドイツ側が「コストについて不平を言い、独自の縮小された検索エンジンを生産することを示した」ので、Quaeroは「廃棄された」と報道。 

## ドイツ発
2006年12月18日、 Hartmut Schauerte  経済労働省内の国務長官はポツダムでのITサミットでドイツのコンソーシアムがTheseus Programと呼ばれる検索プロジェクトをまとめたと発表。これは  Quaeroとは異なるもの。  
不一致の主な原因は検索エンジンの形式であり、ドイツのエンジニアはテキストベースの検索エンジンを好み、フランスのエンジニアはマルチメディア検索エンジンを好んだというが、多くのドイツのエンジニアは、自分たちの理想に基づいたプロジェクトではなく、反Googleプロジェクトになりすぎていると考えていたことにも言及。  

## 終了
プロジェクトは2013年12月31日に終了した。  